# Noorderlaan (Jerevan)

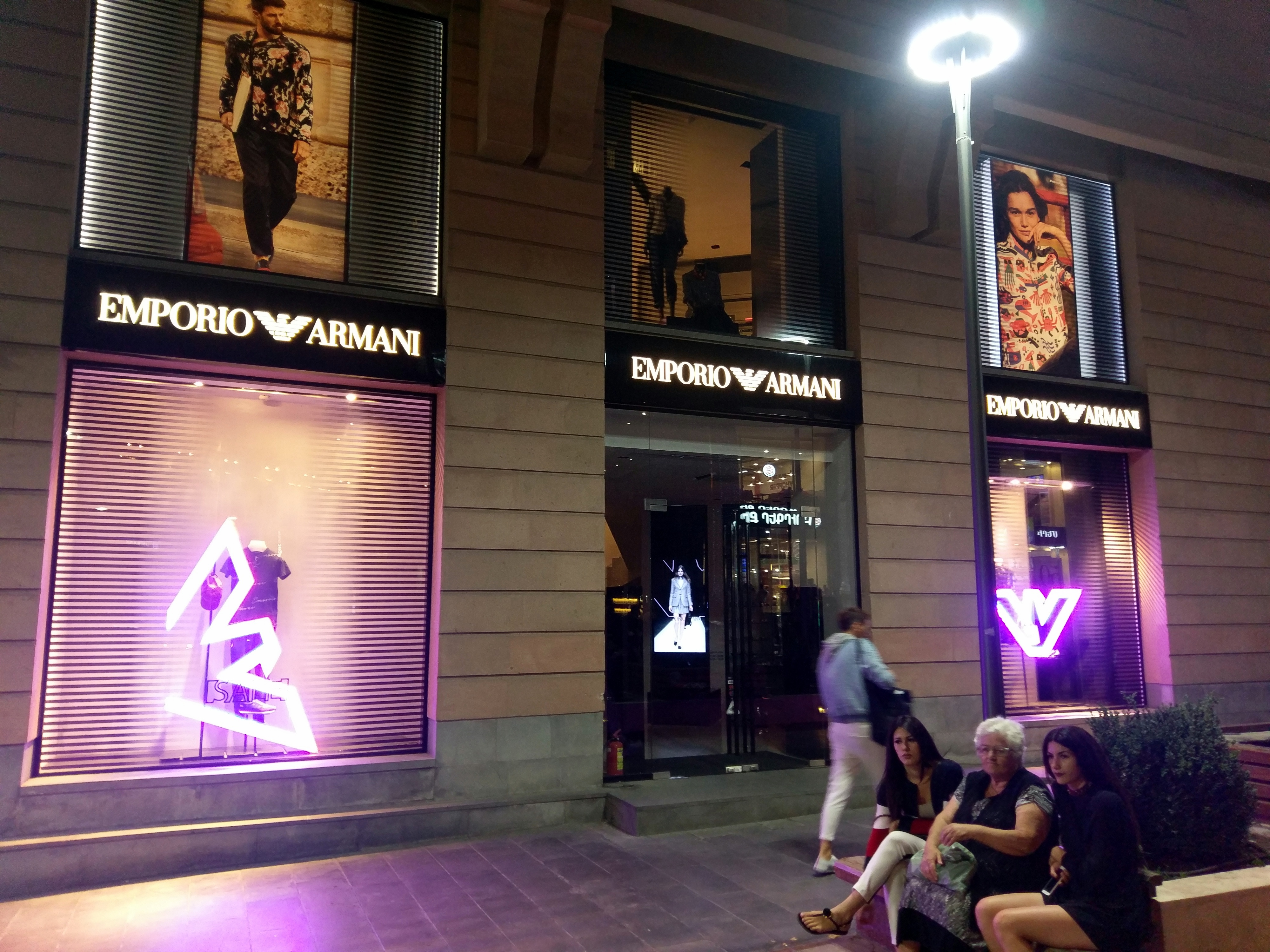
Emporio Armani winkel op de Noorderlaan

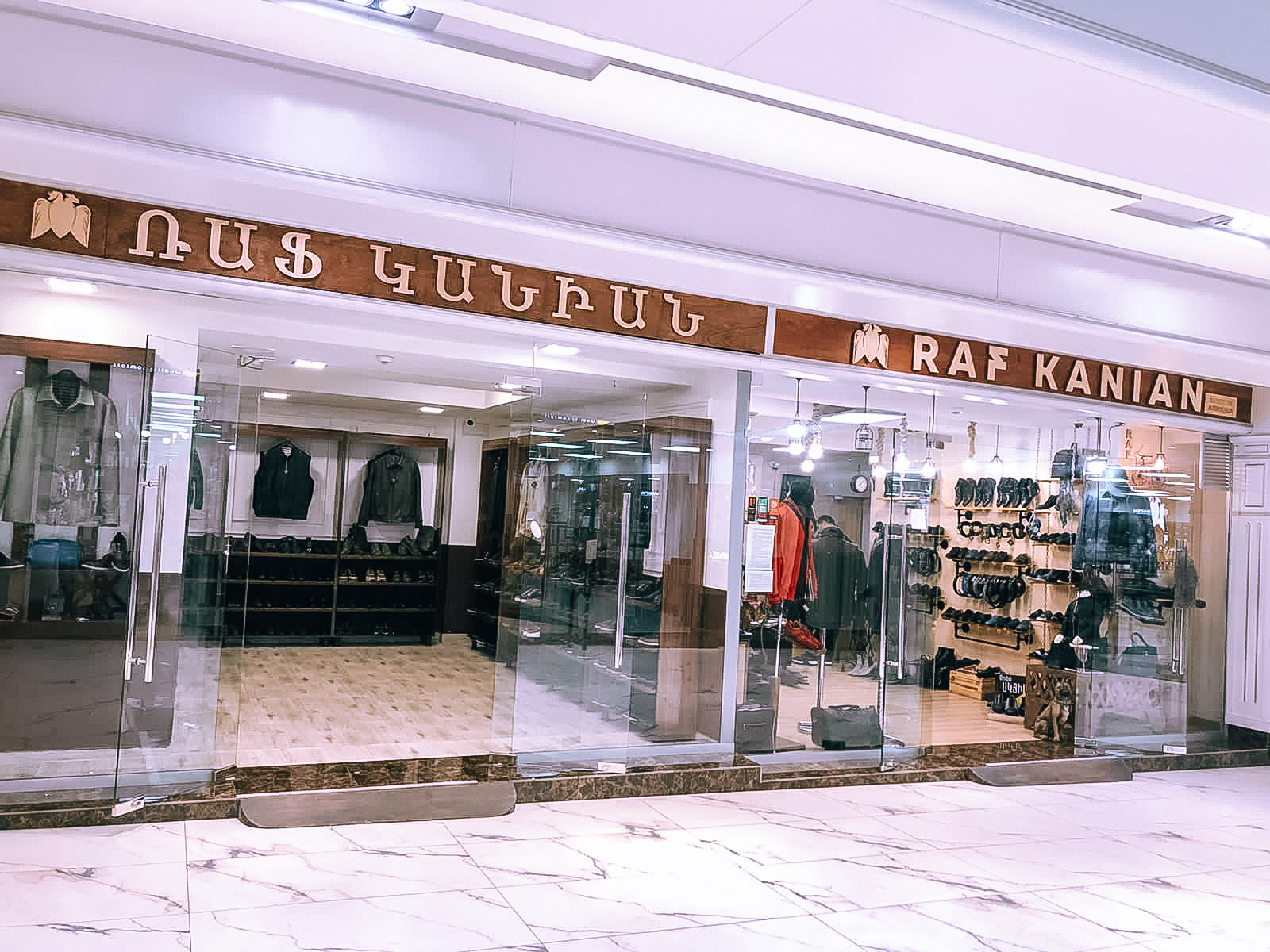
Een winkel in de ondergrondse Tashirstraat winkelpassage

De Noorderlaan (Armeens: Հյուսիսային պողոտա Hyusisayin poghota) is een voetgangersboulevard en winkelstraat in de Armeense hoofdstad Jerevan, geopend in 2007. Hij bevindt zich in het centrale district Kentron en verbindt de Abovyanstraat met het Plein van de Vrijheid aan de Tumanyanstraat. De straat is 450 meter lang en 27 meter breed.
De boulevard, gelegen in het centrum van Jerevan, is voornamelijk de thuisbasis van luxe woongebouwen, high-end merkwinkels, commerciële kantoren, cafés, hotels, restaurants en nachtclubs.

## Geschiedenis
Hoewel het in 1924 werd gepland door de hoofdarchitect van Jerevan, Alexander Tamanian, werd het oorspronkelijke plan nooit uitgevoerd tijdens de Sovjetperiode. Tien jaar na de ineenstorting van de Sovjet-Unie besloot de Gemeenteraad van Yerevan om de bouw van de boulevard te starten. Volgens de oorspronkelijke plannen waren de Nationale Galerij van Armenië en het Historisch Museum van Armenië op het Plein van de Republiek nooit bedoeld om te worden gebouwd op de huidige locatie, dus eindigt de Noorderlaan in de buurt van hun gebouw, in plaats van rechtstreeks naar het Plein van de Republiek te leiden.
De bouw van de boulevard begon op 26 maart 2002, gebaseerd op het oorspronkelijke plan van Alexander Tamanian dat was ontwikkeld en herontworpen door architect Narek Sargsyan.
De bouw van de boulevard werd gefinancierd door de particuliere sector. Eerst kocht de overheid alle kleine particuliere eigendommen langs de route van de straat op, consolideerde het land tot grotere, haalbare percelen voor ontwikkelaars en veilde die percelen. Dit proces werd sectie voor sectie uitgevoerd en leidde tot veel klachten van de vorige eigenaren.
De Noorderlaan bestaat uit 4 kleine pleinen en wordt omringd door 11 gebouwen met een gemiddelde hoogte van 9 verdiepingen. Bij de bouw werden veel soorten steen gebruikt, waaronder basalt, graniet, travertijn en tufa. De boulevard heeft een ondergrondse parkeergarage met twee verdiepingen.
De officiële inauguratie van de boulevard vond plaats op 16 november 2007. In 2014 werd het echter volledig gerenoveerd en werd een deel van de 2-verdiepingen ondergrondse parkeergarage omgebouwd tot een ondergronds winkelcentrum, met roltrappen die leiden vanaf de Noorderlaan.
Europe Day-festiviteiten worden jaarlijks gehouden langs de Noorderlaan tussen mei en juni. Evenementen omvatten concerten en optredens, naast interactieve informatiestands en een breed scala aan paviljoens en tentoonstellingen langs de boulevard.

### Europees Plein
Op 28 maart 2019 werd een deel van De Noorderlaan omgedoopt tot "Europees Plein" ter viering van de 70ste verjaardag van de oprichting van de Raad van Europa. Tijdens de ceremonie onthulden voormalig Burgemeester van Yerevan Hayk Marutyan en de voormalig President van de PACE Liliane Maury Pasquier een plaquette nabij het plein.

## Winkels
De Noorderlaan huisvest verschillende internationale modemerken en luxe winkels, waaronder Burberry, Armani, Massimo Dutti, Ralph Lauren, Tommy Hilfiger, Cole Haan en Zegna. Ook zijn er veel restaurants en cafés gevestigd aan de boulevard, waaronder een Cinnabon, Pizza Hut en KFC.

### Tashirstraat winkelpassage
Op 14 mei 2016 werd de tweelaagse ondergrondse Tashirstraat winkelpassage geopend onder de boulevard, waarbij het eerste niveau een winkelcentrum bevatte en een ondergrondse parkeergarage op het tweede niveau. Er zijn ongeveer 70 winkels te vinden die diverse kleding, schoenen, interieurdecoraties, meubels, kinderproducten, accessoires en meer aanbieden. Vanaf 2018 begon het winkelcentrum culturele evenementen en tentoonstellingen te organiseren. 

## Galerij

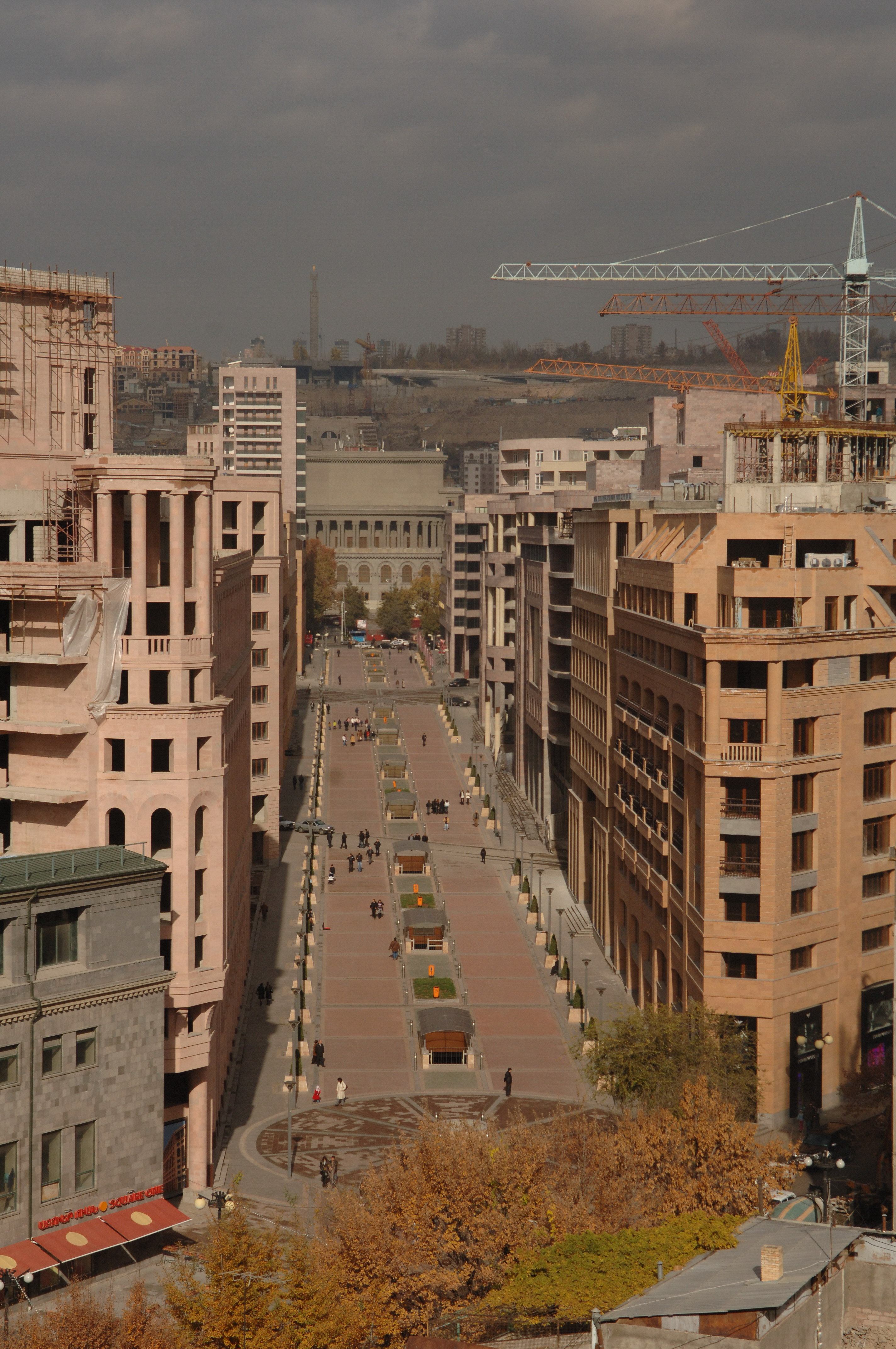
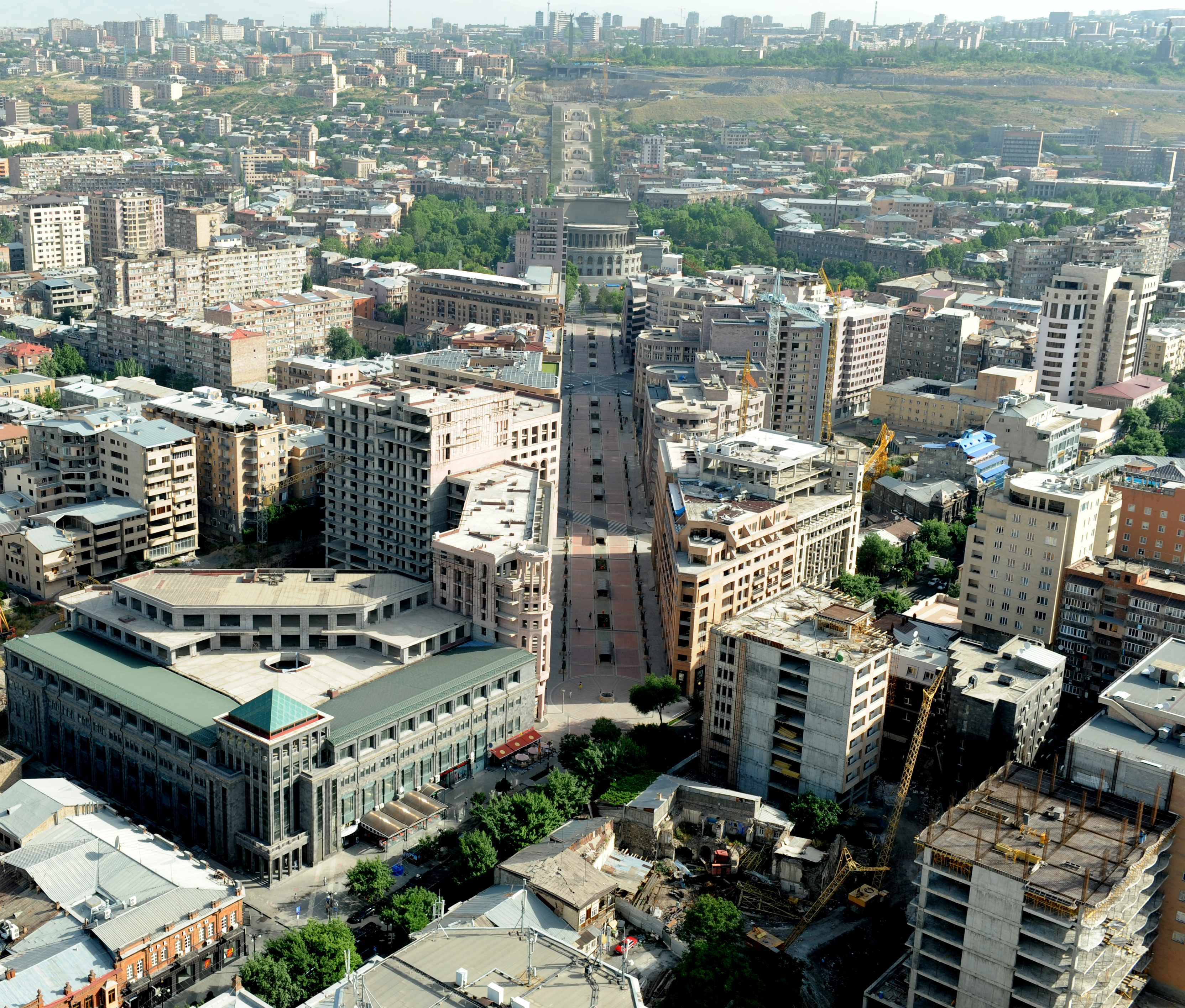
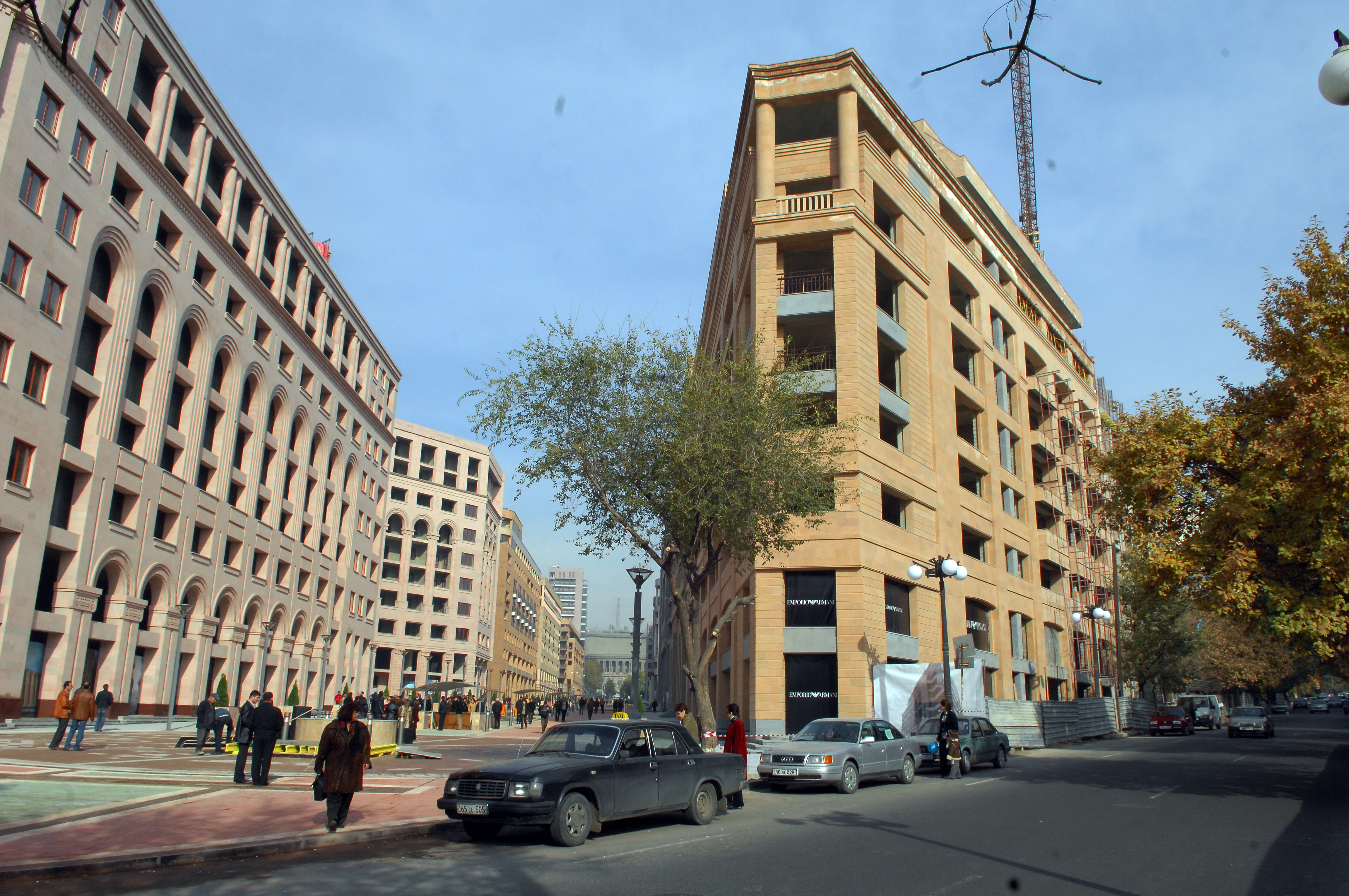
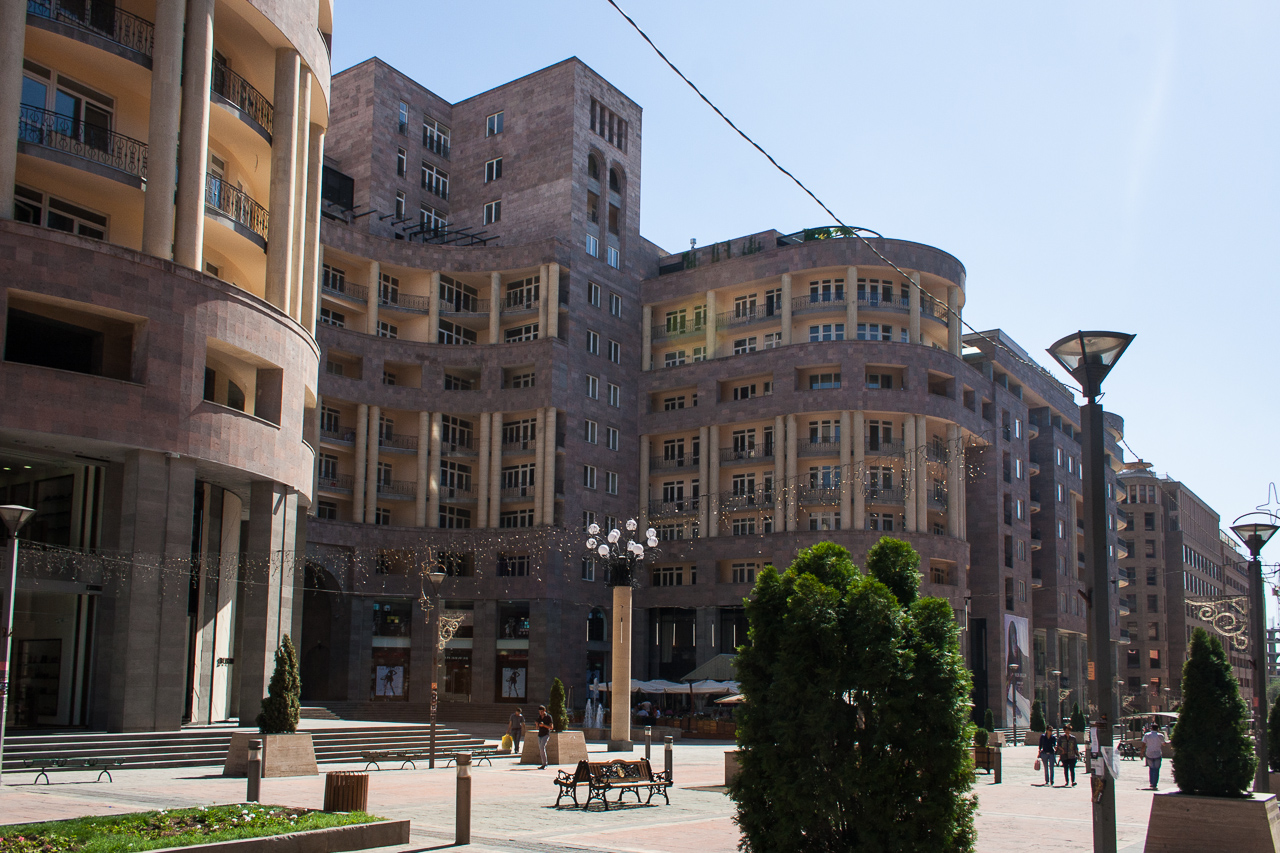